# Lanistes nyassanus
Lanistes nyassanus е вид коремоного от семейство Ampullariidae. Видът е застрашен от изчезване.

## Разпространение
Разпространен е в Малави и Мозамбик.